# سفينة تجارية

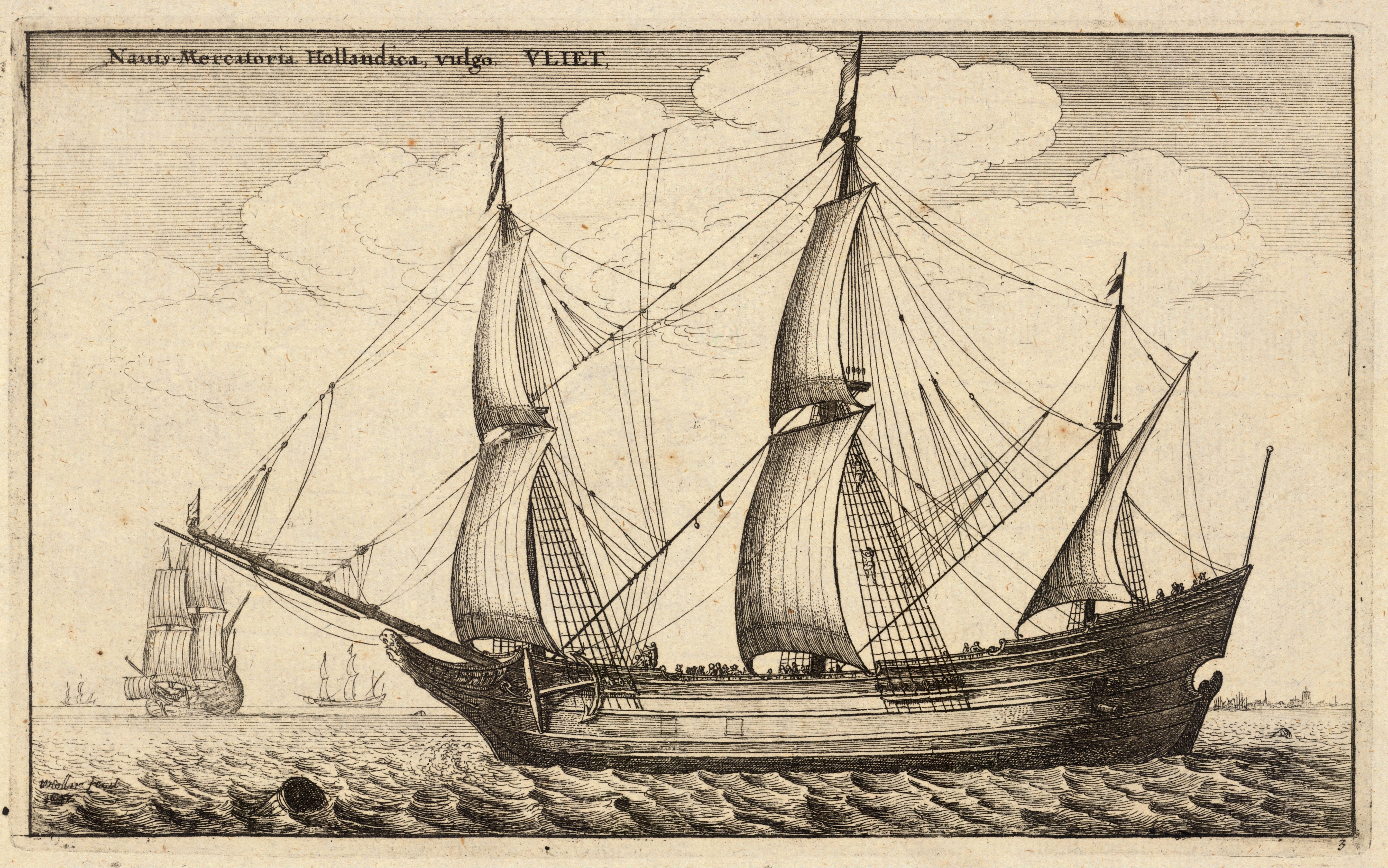
سفينة تجارية تجارية تاريخية: سفينة شحن هولندية من أواخر القرن السابع عشر

السفينة التجارية هي سفينة تُستخدم لنقل البضائع أو الركاب. ويتم تعريف المصطلح الأكثر قربًا منها وهي سفينة التجارة من قِبَل حرس السواحل الأمريكي بوصفها أي
```
مركبة مائية
 (مثل: قارب صغير أو سفينة كبيرة) تعمل في مجال 
التجارة
 أو تحمل ركابًا على سبيلِ الاستئجار. ويُستثنى من ذلك قوارب التنزه التي لا تحمل ركابًا على سبيل الاستئجار أو 
السفن الحربية
.
```

وهي تأتي على هيئة آلاف من الأحجام والأشكال من قوارب الغوصالقابلة للتضخيم حتى عشرين قدمًا في هاواي، إلى خمسةِ آلاف راكباً في سفينة الكازينو على نهر المسيسيبي، حتى ألف قدم من ناقلات النفط وسفن الحاويات في الموانئ الرئيسية لحمل الركاب عن طريق الغواصة في جزر العذراء الأمريكية.
وتقوم معظم دول العالم بتشغيل أساطيل من السفنِ التجارية. ومع ذلك، ونظرًا لارتفاع التكاليف، تُبحِر اليوم هذه الأساطيل في كثيرٍ من الحالات تحت أعلام الدول التي تتخصص في توفير القوى العاملة والخدمات بشروطٍ مناسبة. وتُعرف هذه الأعلام باسم «أعلام الملاءمة». ويعد حاليًا ليبيريا وبنما هما المفضلان على وجه الخصوص. ومع ذلك، فقد يكون مالك السفينة من أي بلدٍ أخرى.
ويعتبر أسطول السفن المملوكة لليونان هو الأكبر في العالم. ويُعتَبَر الأسطول اليوناني اليوم حاملاً لحوالي 16% من حمولةِ سفن العالم؛ مما جعله مؤخرًا أكبر أسطول تجاري دولي في العالم، وإن لم يكن الأكبر في التاريخ.

## التعريف
ويُستخدم مصطلح «الأسطول التجاري» في الإنجليزية، دون المزيد من التوضيح، للإشارة إلى الأسطول التجاري البريطاني، كما يُعرَف الأسطول التجاري الأمريكي باسم البحرية التجارية الأمريكية.
وقد تُستَخدَم السفن التجارية خلال فترة الحرب كوسائل مساعدة للقوات البحرية للبلدان التي تَتَبِعها، كما يمكن استدعاؤها لإرسال القوات العسكرية والمواد.

## بادئات الأسماء
أسماء السفن التجارية المسبوقة بأي نوع من السفن هي:
- CS = سفينة الكابلات أو طبقة الكابل
- MV = السفينة الحركية / السفينة التجارية
- MS = سفينة بمحرك
- MFV = سفينة صيد للسيارات
- SS = باخرة
- MT = ناقلة بمحرك أو قارب قَطر بمحرك
- MSV = سفينة بمحرك احتياطي
- MY = يخت
- RMS = سفينة البريد الملكية
- RRS = سفينة البحث الملكية
- SV = السفن الشراعية (على الرغم من أن هذه السفن يمكن إدراجها كنوعٍ من سفن الإبحار)
- LPG = ناقلات الغاز التي تنقل الغاز النفطي المسال
- LNG = ناقلات الغاز التي تنقل الغاز الطبيعي المسال
- RV = سفينة الأبحاث

لمزيد من المعلومات التفصيلية، راجع بادئة الشحن

## فئات السفن التجارية
يصنف استعراض الأونكتاد للنقل البحري السفن على النحو التالي: ناقلات النفط، وناقلات السوائب (والجمع)، وسفن الشحن العامة، وسفن الحاويات، و «السفن الأخرى»، التي تشمل «ناقلات غاز البترول المسال، وناقلات الغاز الطبيعي المسال، والطرود (الكيميائية) ناقلات، ناقلات متخصصة، ثلاجات، إمدادات بحرية، قاطرات، جرافات، رحلة بحرية، عبّارات، غير بضائع أخرى». تشتمل سفن الشحن العامة على «سفن متعددة الأغراض ومشروعات وشحنات قابلة للطي».
يمكن تقسيم السفن التجارية إلى عدةِ فئاتٍ وفقًا للغرض الذي تؤديه و/أو حجمها.[بحاجة لمصدر]

### سفن البضائع الجافة

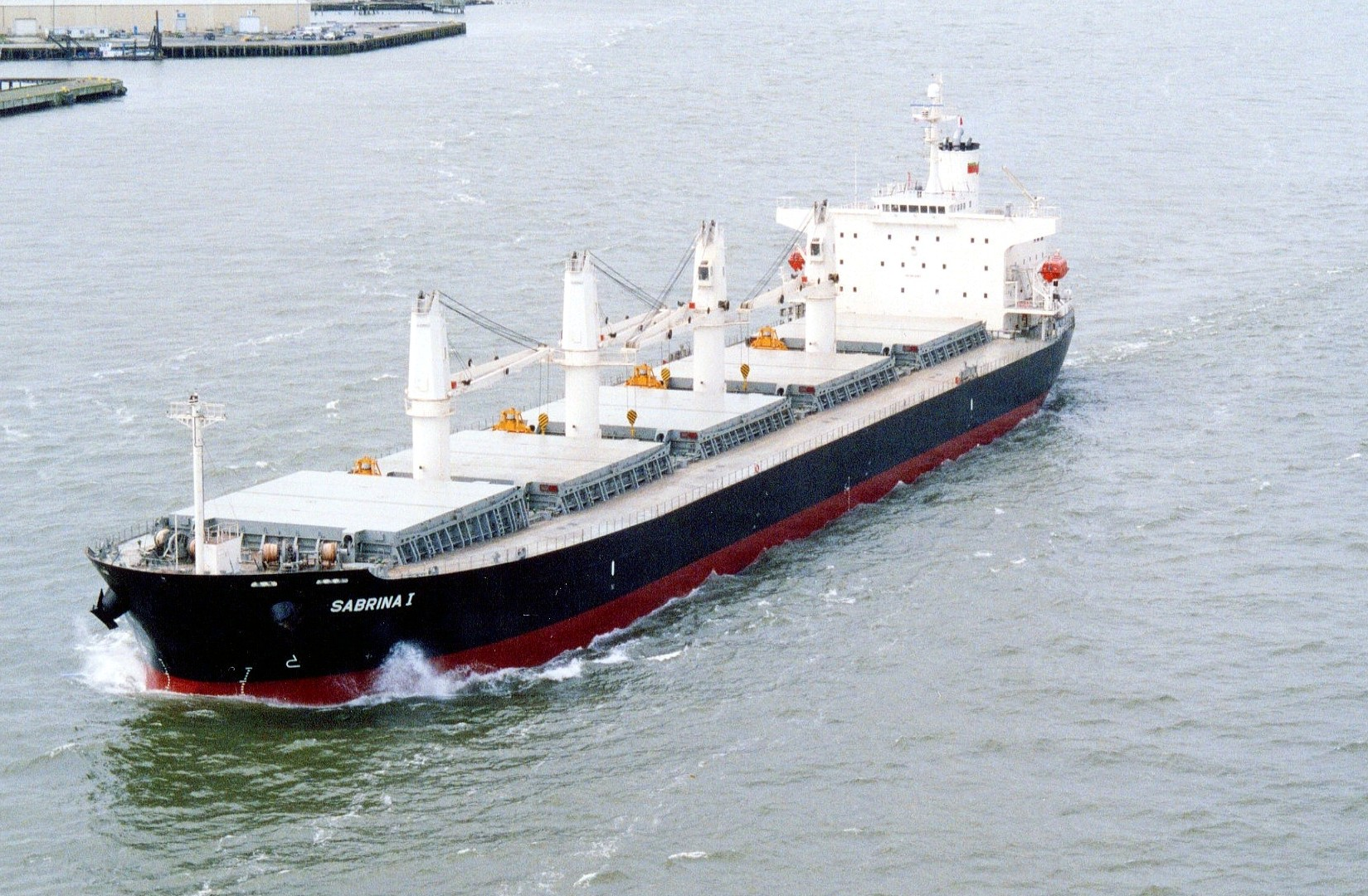
صورةلسفينة سابرينا (Sabrina I) حاملةً شحنة جافة غير معبئة داخل مخزنها.تعد

سفينة البضائع أو الناقلة هي أي نوع من أنواع السفن التي تحمل على متنِها بضائع، وسلعًا، ومواد من ميناءٍ إلى آخر. وتنتقل الآلاف من ناقلات البضائع بين بحارِ العالم ومحيطاته كل عامٍ، لمواجهة الزيادة في حجم التجارة الدولية. وعادةً ما يتم تصميم سفن البضائع خصيصًا لهذا الغرض، كما يتم تجهيزها بالرافعات وآليات أخرى لتحميل الشحنات وتفريغها، وهي تأتي بجميع الأحجام.
وتعدسفن البضائع الجافة اليوم بشكل رئيسي هي سفن شحن وسفن حاويات. وتُستخدم ناقلات البضائع في نقل البضائع المتجانسة مثل: الفحم الحجري، والمطاط، ولب جوز الهند المجفف، والقصدير، والقمح. كما تُستخدم سفن الحاويات لنقل البضائع المتنوعة.

#### ناقلات البضائع غير المعبأة
تعتبر ناقلات الشحن ناقلات تمر بالمحيط باستمرار أو سفن تستخدم لنقل البضائع غير المعبأة مثل خام الحديد، والبوكسيت، والفحم، والأسمنت، والحبوب، وبضائع مماثلة. ويمكن التعرف على ناقلات البضائع غير المعبأة من البوابات التي تشبه الصندوق الكبير والتي تكون موجودة على ظهر السفينة، وهي مصممة للانزلاق الخارجي أو غلق الأبواب في مقدمةِ السفينة ومؤخرتها للتمكن من الدخولِ لتحميل البضائع أو تفريغها. وغالبًا تقوم الموانيء والطرق البحرية بتحديد أبعاد ناقلات البضائع التي تقوم بخدمتها، كما يقوم بتحديد تلك الأبعاد أيضًا الحد الأقصى لعرض قناة بنما. وتعد معظم البحيرات صغيرةً جدًا، فلا يمكنها استيعاب ناقلات البضائع، ولكن هناك أسطولاً كبيرًا من ناقلات البحيرات التي تجوب البحيرات العظمى والطريق البحري لسانت لورانس في أمريكا الشمالية لأكثر من قرن.

#### سفن الحاويات

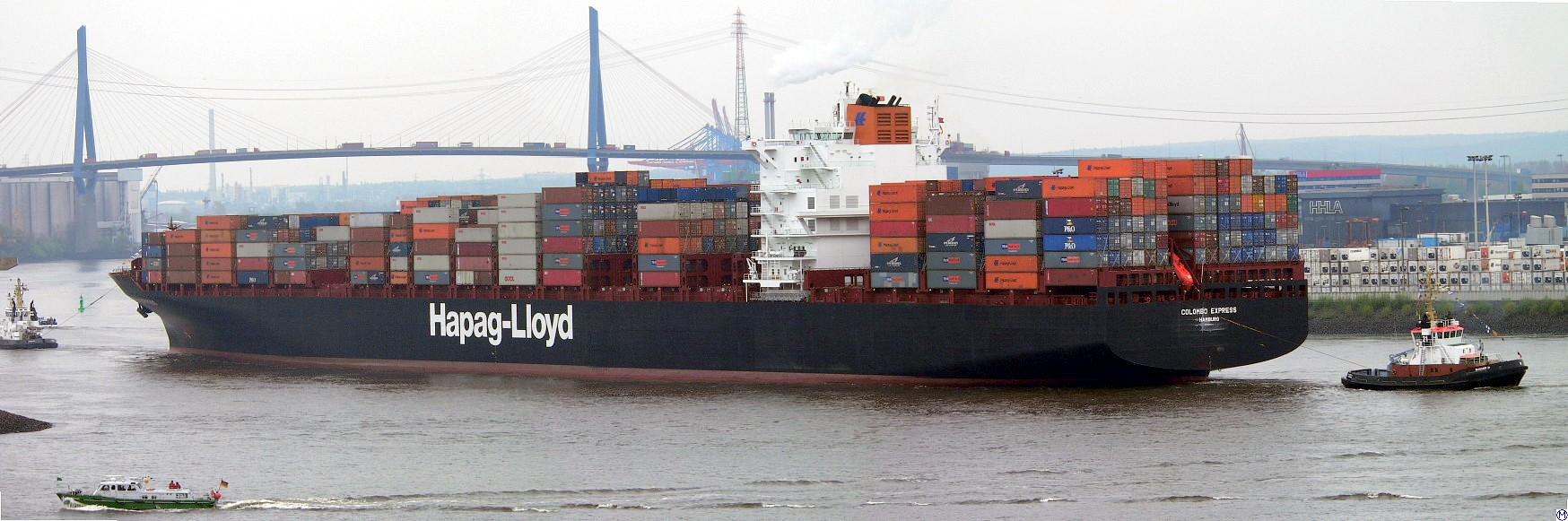
صورة لسفينة كولومبو إكسبريس (Colombo Express) واحدة من أكبر سفن الحاويات في العالم التي يملكها ويشغلها هاباج لويد (Hapag-Lloyd) في ألمانيا

سفن الحاويات هي سفن بضائع تحمل على متنها كل حمولتها في حاويات بحجم الشاحنة بتقنيةٍ تسمى باسم التحوية. وهي تشكل وسيلة من الوسائل التجارية الشائعة للنقل بحاويات الشحن.

### الناقلات

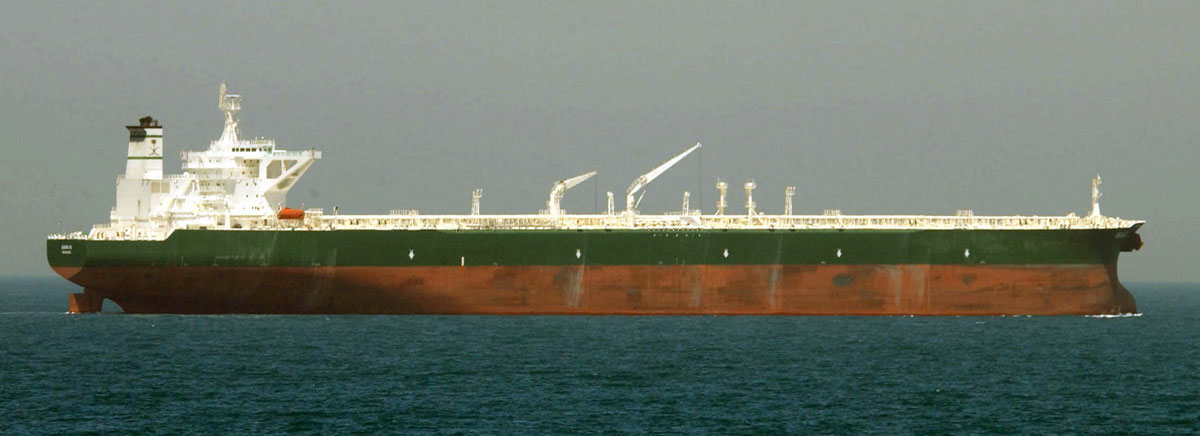
الناقلة العملاقة التجارية للنفط الخام (AbQaiq).

الناقلة هي سفينة مصممة لنقل السوائل بكميات كبيرة.
الناقلات التي تحمل المواد السائلة؛ ناقلات النفط الخام، والمنتجات البترولية، ووالغاز النفطي المسال، والغاز الطبيعي المسال، والمواد الكيميائية، وأيضًا الزيوت النباتية، والنبيذ بالإضافة إلى المواد الغذائية الأخرى - ويضم قطاع الناقلات ثلث حمولة سفن العالم.
وتتراوح أحجام الناقلات من عدةِ مئاتٍ من الأطنان المصممة لخدمة الموانيء الصغيرة والمستوطنات الساحلية، حتى عدة مئات من آلافِ الأطنان المصممة للشحن لمسافاتٍ طويلة. وتقوم الناقلات بنقل مجموعة هائلة من المنتجات بما في ذلك:
- الهيدروكربون بمنتجاته مثل الزيت، والغاز النفطي المسال (LPG)، والغاز الطبيعي المسال (LNG)
- المواد الكيميائية مثل: الأمونيا، والكلور، ومونومر الستيرين
- الماء العذب
- النبيذ

كما تتطلب المنتجات المختلفة تعاملاً ونقلاً مختلفًا أيضًا؛ لذلك تم بناء أنواع خاصة من الناقلات مثل: "ناقلات المواد الكيميائية" و"ناقلات النفط". أما ناقلات الغاز مثل ""ناقلات الغاز الطبيعي المسال (LNG)"، كما يُعرَف اسمها عادةً، فهي ناقلات نادرة نسبيًا مصممة لحمل الغاز الطبيعي المسال.
ومن بين ناقلات النفط، تم تصميم الناقلات العملاقة كي تحمل النفط في جميع أنحاء القرن الإفريقي من الشرق الأوسط، و FSO نوك نيفيس (Knock Nevis) أكبر سفينة في العالم، و (ULCC) الناقلة العملاقة التي كانت تُعرف سابقًا باسم جاير فايكنغ (Jahre Viking) وسي وايز جاينت (Seawise Giant). وهي تحمل وزنًا ساكنًا يصل إلى 565 ألف طن متري، وطولاً يبلغ 500 متر. ويعد استخدام مثل تلك السفن الكبيرة غير مربح على الإطلاق؛ وذلك بسبب عدم القدرة على تشغيلها بطاقتها الكاملة لنقل البضائع؛ وبالتالي تم وقف إنتاج السفن العملاقة حاليًا. ومن أكبر ناقلات النفط مقارنةً بحمولة السفن الإجمالية؛ أوروبا (TI)، وآسيا (TI)، وأوقيانوسيا (TI)، والتي تعد من أكبر سفن الإبحار اليوم. وبالرغم من وزنها الساكن الذي يصل إلى 441,585 طن متري، وإبحار (VLCC) معظم الوقت، فهي لا تستخدم أكثر من 70% من إجمالي طاقتها الاستيعابية.
وبعيدًا عن النقل بخطوط الأنابيب، فإن الناقلات العملاقة هي الوسيلة الوحيدة لنقل كمياتٍ كبيرة من النفط، على الرغم من أن تلك الناقلات قد تسببت في حدوث كوارث بيئية كبيرة عند غرقها بالقرب من المناطق الساحلية مسببة بذلك تسربا نفطيا. انظر إلى إكسون فالديز (Exxon Valdez)، وبراير (Braer)، وبرستيج (Prestige)، وتوري كانيون (Torrey Canyon)، وإيريكا (Erika)، كمثال للناقلات التي سببت تسربًا نفطيًا.

### السفن المتخصصة
من السفن المتخصصة على سبيل المثال، سفن شحن البضائع الثقيلة أو البضائع المُبرَدَة (السفن المبردة)، والسفن الحاملة لشحنات بعجلات (RoRo) (سفن تحمل سيارات تدخل من جهة عند التحميل وتخرج من جهة عند التفريغ) كالمركبات والآلات ذات العجلات. هذه السفن غير مُطورَة جيدًا، فيما عدا تلك المستخدمة كحاملات للسيارات. ويعتبر هذا القطاع من الصناعة البحرية هو فقط الذي تم تطويره جيدًا. ومن أكبر السفن الحاملة لشحنات بعجلات (RoRo) حاليًا هي صن بيلت سبيريت (Sunbelt Spirit)، والحرية (المُسماة سابقًا باسم فاوست (Faust)، قائد الفونيكس (Phoenix Leader)، وأكوامارين أيس (Aquamarine ACE) ويعد كل منها قادرًا على حملِ ما بين ستة وتسعة آلاف وحدةٍ.

### السفن الساحلية
السفن الساحلية هي سفن أصغر حجمًا تُستخدم لأي فئة من البضائع، وتكون عادةً غير عابرة للطرق المارة بالمحيط، لكنها تمر بأسواق التجارة الساحلية. تتصف السفن الساحلية بكونها سفناذات هياكل مسطحة تُستَخدم بغرض التجارة بين مواقع الجزيرة أو القارة نفسها. هذا الهيكل المسطح يعني أنها يُمكنها التوغل في الشعاب على عكس السفن البحرية التي لا يمكنها ذلك (حيث إن السفن البحرية لها هيكل عميق جدًا لغرض الإمدادات والتجارة، وما إلى ذلك).

### سفن الركاب
تعتبر سفينة الركاب سفينة وظيفتها الأولى نقل الركاب. ولا تشمل هذه الفئة من السفن سفن البضائع التي لا يكون بها غرفٌ إلا لعددٍ محدودٍ من الركاب، مثل الناقلة السابقة ذات عددٍ كلي يُقدَّر بحوالي اثنى عشر راكب، والتي تأتي بها مهمة نقل الركاب كمهمةٍ ثانوية يسبقها أولاً عملية نقل البضائع. ومع ذلك يشمل هذا النوع فئات كثيرة من السفن التي تم تصميمها لنقل أعداد أساسية من الركاب فضلاً عن نقل البضائع. وفي الواقع، وحتى وقتٍ قريب، كانت جميع عابرات المحيط المنتظمة قادرةً على نقل البريد، والأمتعة، ونظم إرسال السلع، والبضائع الأخرى، بالإضافة إلى أمتعة الركاب، كما أنها مجهزة بمخازن للبضائع، وأجهزة رفع الأثقال، وصوارٍ، أو تروس رفع البضائع لذلك الغرض. ويوجد في العبَّارات السياحية الحديثة طوابق للشاحنات ولسيارات الركاب. ولقد تم إلغاء هذه القدرة الحمولية في عابرات المحيط المنتظمةوجميع السفن السياحية الحديثة فقط.

#### السفن السياحية
السفينة السياحية أو الباخرة السياحية هي سفينة ركاب تُستخدم للرحلات الترفيهية، عندما تكون الرحلة نفسها ووسائل الراحة في السفينة جزءًا أساسيًا من التجربة. ولقد أصبحت الرحلات البحرية جزءًا أساسيًا من قطاع السياحة حيث يأتي الملايين من الركاب كل عام اعتبارًا من عام 2008. ويمكن رؤية النمو السريع لهذا القطاع في التسعة سفن أو أكثر التي تم بناؤها حديثًا لتقديم الطعام للزبائن في أمريكا الشمالية الذين يتم إضافتهم كل عام منذ 1978، بالإضافة إلى الخدمات الأخرى في أوروباالتي تُقدَّم للزبائن. كما تخدم الأسواق الصغيرة عمومًا، مثل منطقة آسيا-المحيط الهادئ، أقدم حمولة سفن حلت محلها سفن جديدة تم إدخالها إلى المناطق مرتفعة النمو.
وتعمل السفن السياحية في مدارٍ دائري محدد أو رحلةٍ دائرية (أي أنها تعود إلى ميناء المنشأ)، بينما تُعرف عَبَّارات المحيط المنتظمة باعتبارها رحلاتٍ مستمرة عابرة للمحيط، والتي قد لا تعود إلى نفس الميناء لعدة سنوات.

#### السفن العبّارة

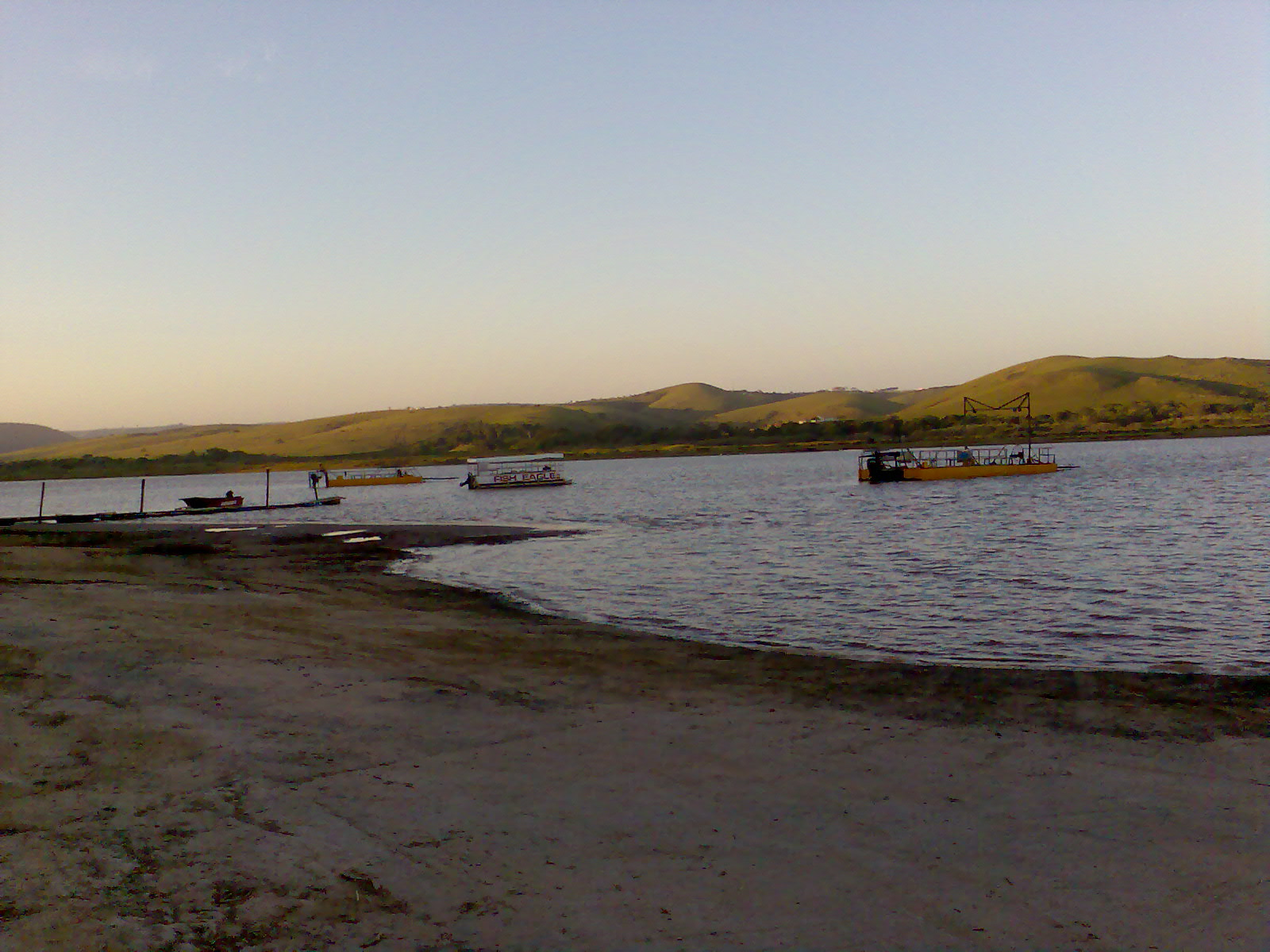
صورة للمعدية في مصب كي (Kei Mouth) مع المعدية السابقة ترانسكاي (Transkei) في الضفة الشرقية المقابلة لها، 2006.

تعد السفينة العبارة شكلاً من أشكال النقل عادةً ما تكون قاربا أو سفينة، ولها أيضًا أشكال أخرى تحمل (أو تنقل) الركاب وأحيانًا سياراتهم. كما تُستخدم أيضًا السفن العبارة لنقل البضائع (في الشاحنات وأحيانًا البضائع غير المزودة بالطاقة التي توضع في الحاويات) وأيضًا سيارات السكك الحديدية (في حال وجود العبارة الحاملة للقطارات). وتعمل معظم السفن العبارة في إطارِ خدماتٍ منتظمة ومتكررة. وتُسمى أحيانًا السفن العبارة التي تحمل ركابًا مسافرين على الأقدام، والتي تتوقف في عدة نقاط مثل تلك الموجودة في البندقية، باسم الأتوبيس المائي أو التاكسي المائي.
تشكل السفن العبارة نُظمًا للمواصلات العامة في كثيرٍ من المدن المحاذية للنهر أو البحر، مما يسمح بالانتقال المباشر بين مختلف النقاط بتكلفة رئيسية أقل بكثير من استخدام الجسور أو الأنفاق.

## وصلات خارجية
- مشغلات الممرات المائية الأمريكية (AWO)
- صور تُظهِر خصوصية العمل على السفن التجارية نسخة محفوظة 14 فبراير 2010 على موقع واي باك مشين.
- صور السفن التجارية